# Michèle Morgan
Michèle Morgan, ursprungligen Simone Renée Roussel, född 29 februari 1920 i Neuilly-sur-Seine utanför Paris, död 20 december 2016 i Meudon utanför Paris, var en fransk skådespelare.
Hon studerade drama för René Simon och gjorde filmdebut vid 15 års ålder. Hon avancerade snabbt från biroller till ledande roller. En klassisk skönhet, elegant, kvinnlig, med stora uttrycksfulla ögon och en återhållet intensiv spelstil, blev hon en av Frankrikes allra populäraste kvinnliga skådespelare. Under andra världskriget gjorde hon några filmer i Hollywood men återvände sedan till Frankrike.
1992 tilldelades hon Césarprisets hedersutmärkelse. Hon har en stjärna på Hollywood Walk of Fame vid adressen 1645 Vine Street.

## Filmografi (i urval)
- 1938 – Dimmornas kaj
- 1941 – Stormnätter
- 1942 – I skuggan av katedralen
- 1944 – På väg mot Marseille
- 1946 – Symphonie pastorale
- 1946 – Flykten till Havanna
- 1948 – Ögonvittnet
- 1952 – Sanningens minut
- 1953 – Den heta staden
- 1955 – Kärleksmanöver
- 1956 – Marie Antoinette
- 1958 – En kvinnas ansikte
- 1990 – Alla mår bra